# The End? L'inferno fuori
The End? L'inferno fuori, noto anche come In un giorno la fine, è un film horror del 2017 diretto da Daniele Misischia.
Il film è quasi del tutto ambientato in un ascensore.

## Trama
Claudio, rampante operatore finanziario, ha un importante appuntamento di lavoro e raggiunge il suo ufficio in un'automobile guidata da un autista che non conosce, inviato dal suo solito autista Stefano. Il ragazzo prova a fare conversazione con lui per cercare di ottenere un aggancio che gli sia lavorativamente utile, ma l'uomo lo snobba e si limita a parlare a telefono con una propria collaboratrice. Quando arriva in ufficio l'uomo nota Silvia, una ragazza che gli interessa, e decide di annetterla al proprio entourage. Subito dopo l'uomo entra in ascensore insieme a Marta, una donna con cui aveva avuto una relazione, e tenta di costringerla ad avere un approccio con lui: la donna tuttavia reagisce in maniera abbastanza violenta e va via. Claudio è abbastanza compiaciuto da ciò, ma il suo buon umore cambia quando l’ascensore ha un guasto improvviso. Intrappolato, inizialmente dà di matto con gli operatori della manutenzione e reagisce male quando sua moglie gli telefona per dirgli che qualcuno sta bussando insistentemente a casa loro e non riesce a mettersi in contatto con la polizia.
Claudio manda Stefano da sua moglie, ma ben presto si rende conto che qualcosa di molto brutto sta accadendo a Roma: la città sembra colpita da un fenomeno di follia collettiva. Una misteriosa epidemia ha infatti colpito l’intera città di Roma e, da lì a poco, un’orda di zombi scatenerà il panico in ogni angolo della Capitale, incluso il palazzo dove egli si trova. Claudio apre con grande sforzo una feritoia nell'ascensore e assiste ad una scena agghiacciante: Marta viene aggredita e divorata dai morti viventi sotto i suoi occhi. Claudio tenta ancora disperatamente di mettersi in comunicazione con il manutentore degli ascensori, e assiste in diretta all'attacco degli zombi ai danni dell'uomo. Poco dopo gli accade una cosa analoga anche con Stefano e, sembrerebbe, con sua moglie. Gli zombi continuano ad attaccare l'ascensore e tutto ciò che riesce a fare è difendersi con il corrimano di ferro dopo averlo staccato dalla parete: l'arma gli permette di uccidere alcuni zombi. Le interazioni con l'esterno, siano esse dal vivo e relative a video caricati online, sono tutte molto preoccupanti: l'uomo assiste anche alla morte di Silvia e di altre persone, e vede suoi ex colleghi e la stessa Marta trasformati in zombi.
Dopo un po' di tempo, un poliziotto accorre sul posto e lo salva da alcuni zombi: l'uomo gli fornisce una pistola e un walkie talkie per poi cercare di raggiungere il tetto con il fine di far ripartire il generatore che alimenta l'ascensore. Il tentativo tuttavia fallisce e i due uomini si ritrovano insieme nell'ascensore braccati dagli zombie, con la certezza di morire. Dopo una chiacchierata dai tratti camerateschi, il poliziotto Marcello rivela a Claudio di essere stato morso da uno zombi e gli chiede di sparargli per impedire la sua trasformazione: lui si rifiuta e ne nasce una colluttazione. Quando però Marcello si trasforma, Claudio non può fare altro che ucciderlo. Proprio in quel momento, l'uomo riceve una telefonata dalla moglie e scopre che è ancora viva: questo gli dà la forza di liberarsi dall'ascensore, utilizzando fra l'altro il corpo di Marcello come pedana per guadagnare dei centimetri d'altezza. Una volta per strada, l'uomo si ritrova una città piena di cadaveri e completamente desolata. In questa scenario post-apocalittico, l'uomo sta per essere aggredito ancora una volta; lo zombi viene però freddato da un cecchino, l'esercito è in azione e Claudio sembrerebbe essere salvo.

## Distribuzione
Il film è stato presentato alla Festa del Cinema di Roma 2017 e distribuito nelle sale cinematografiche italiane a partire dal 16 agosto 2018.